# Ярнгрейпр
Перчатки Ярнгрейпр (в др.-сканд. языке Járngreipr, Ярнгрейпр означает «Железные Захваты», второй вариант Ярнглофар, означает «Железные Рукавицы») — железные перчатки Тора. Согласно «Эдде в прозе», перчатки является одним из трех основных предметов собственности Тора, наряду с молотом Мьёльниром и поясом Мегингъёрд. Ярнгрейпр нужны Тору, чтобы обращаться с его мощным молотом. Причина может быть связана с ковкой молота, когда гном, работавший с мехами, был укушен в глаз Оводом (обычно считается замаскированным Локи), что вызвало укорачивание рукояти молота.

## Ярнгрейпр в искусстве
В Record of Ragnarok (Повесть о конце света), Ярнгрейпр — пара перчаток, которые Тор носит с собой всегда. Они способны выдержать любую атаку нанесенную Тором врагом. Согласно легенде, Тор должен носить Ярнгрейпр, дабы защитить свои руки от силы Мьёльнира. Однако, в легендах про Мьёльнир и Ярнгрейпр есть одна несостыковка: на самом деле эти перчатки нужны не для того, что бы защищать Тора от Мьёльнира. Он в них не нуждается, они нужны для защиты Мьёльнира до его пробуждения от силы хватки Тора.
В игре Destiny имеется плазменная винтовка под названием «Йотун» имеющая орнамент с название «Ярнгрейпр».
В игре Apsulov: End Of Gods, в период прохождения игры главной героине, Алисе, отрывают руку хранители Хельхейма, но Доктор Хенрик Андерсон спасает нас и ставит протез руки. Этот протез называется «Ярнгрейпр».